# Loddes
 Loddes  là một xã ở tỉnh Allier thuộc miền trung nước Pháp.